# فرودگاه آبی اسمیترس/تاهی لیک
فرودگاه آبی اسمیترس/تاهی لیک (به انگلیسی: Smithers/Tyhee Lake Water Aerodrome) یک فرودگاه همگانی است که یک باند فرود آب دارد. این فرودگاه در کشور کانادا قرار دارد و در ارتفاع ۵۰۰ متری از سطح دریا واقع شده‌است.